# Koutla
La Koutla (arabe : الكتلة، le bloc) est une coalition politique marocaine regroupant trois partis politiques qui faisaient partie de l'opposition avant la formation du gouvernement d'alternance en 1998. Elle remonte au début des années 1970, lorsque l'Union nationale des forces populaires (UNFP) et le Parti de l'Istiqlal (PI) ont décidé de présenter un front d'opposition à la monarchie marocaine lors de la révision constitutionnelle de juillet 1970 et des élections législatives d'août 1970. Reformée en 1998, elle compte aujourd'hui deux partis historiques d'opposition, le Parti de l'Istiqlal (droite conservatrice) et l'Union socialiste des forces populaires (gauche socialiste), à ces deux formations s'ajoute le Parti du progrès et du socialisme, successeur du Parti communiste marocain dissous par l’État en 1960. Cette alliance a intégré les rangs de la coalition gouvernementale avec la formation du gouvernement d'Abderrahman el-Youssoufi en 1998, elle a aussi participé aux gouvernements el-Youssoufi II en 2000, Jettou I en 2002, Jettou II en 2004 et El Fassi en 2007. En 2008, elle s'est vue concurrencée par l'arrivée du Parti authenticité et modernité (PAM) dans la scène politique marocaine, parti fondé par Fouad Ali El Himma, ami proche du roi Mohammed VI. En 2011, huit partis politiques marocains, jugés proches du Makhzen, annoncent la création d'une nouvelle coalition, appelée Alliance pour la démocratie, afin de concurrencer la traditionnelle Koutla et le parti islamiste de la justice et du développement dans les élections législatives de 2011.

## Composition de la coalition
Voici la composition actuelle de la Koutla :
|  | Parti politique                        | Sigle | Nom local                        | Tendance politique          | Date de création | Secrétaire général        | Notes                                                                                                   |
|  | -------------------------------------- | ----- | -------------------------------- | --------------------------- | ---------------- | ------------------------- | --- |
|  | Parti de l'istiqlal                    | PI    | حزب الاستقلال                    | conservatisme, nationalisme | 1943             | Abdelhamid Chabat         | parti conservateur, symbole du mouvement national marocain de la première moitié du XXe siècle          |
|  | Union socialiste des forces populaires | USFP  | الاتحاد الاشتراكي للقوات الشعبية | Socialisme                  | 1975             | Driss Lachgar             | parti de la rose socialiste, né d'une scission avec l'UNFP                                              |
|  | Parti du progrès et du socialisme      | PPS   | حزب التقدم والاشتراكية           | progressisme, socialisme    | 1974             | Mohamed Nabil Benabdallah | créé par Ali Yata sous les cendres du Parti communiste marocain dissous par décision de justice en 1960 |

L'Organisation de l'action démocratique populaire et l'Union nationale des forces populaires faisaient également partie de la Koutla. Préférant rester dans l'opposition, elles quittent la coalition en 1998, laissant le PI, l'USFP et le PPS constituer une Koutla qui participera à tous les gouvernements depuis cette date jusqu'aux législatives de 2011, où l'USFP sort à l'opposition.
|  | Parti politique                                 | Sigle | Nom local                      | Tendance politique | Date de création | Secrétaire général | Notes |
|  | ----------------------------------------------- | ----- | ------------------------------ | ------------------ | ---------------- | ------------------ | --- |
|  | Union nationale des forces populaires           | UNFP  | الاتحاد الوطني للقوات الشعبية  | socialisme         | 1959             | -                  | né d'une scission avec l'Istiqlal, il donna naissance après au parti socialiste USFP. Il a boycotté toutes les élections depuis 1972, après le décès de son chef Abdellah Ibrahim en 2005, l'UNFP n'enregistre aucune activité politique |
|  | Organisation de l'action démocratique populaire | OADP  | منظمة العمل الديموقراطي الشعبي | gauche radicale    | 1983-2005        | -                  | parti créé par l'opposant Mohamed Bensaid Aït Idder, il donnera naissance au Parti socialiste unifié en 2005 |

## Participation aux élections législatives

### Législatives de 1997 et gouvernement de l'alternance
|  | Parti politique                        | Rang | Voix | %       | Sièges | Évolution (Législatives 1993) |
|  | -------------------------------------- | ---- | ---- | ------- | ------ | ----------------------------- |
|  | Union socialiste des forces populaires | 1e   |      | 13,9 %  | 57     | +5                            |
|  | Parti de l'Istiqlal                    | 2e   |      | 13,8 %  | 32     | -20                           |
|  | Parti du progrès et du socialisme      | 11e  |      | 2,8     | 9      | -1                            |
|  | Total                                  | --   |      | 30,15 % | 98/325 | -16                           |

### Législatives de 2002
|  | Parti politique                        | Rang | Voix | %       | Sièges  | Évolution (Législatives 1997) |
|  | -------------------------------------- | ---- | ---- | ------- | ------- | ----------------------------- |
|  | Union socialiste des forces populaires | 1e   |      | 15 %    | 50      | -7                            |
|  | Parti de l'Istiqlal                    | 2e   |      | 15 %    | 48      | +16                           |
|  | Parti du progrès et du socialisme      | 10e  |      | 3 %     | 11      | +2                            |
|  | Total                                  | --   |      | 33,54 % | 109/325 | +11                           |

### Législatives de 2007
|  | Parti politique                        | Rang | Voix | %       | Sièges  | Évolution (Législatives 2002) |
|  | -------------------------------------- | ---- | ---- | ------- | ------- | ----------------------------- |
|  | Parti de l'Istiqlal                    | 1e   |      | 10,70 % | 52      | +4                            |
|  | Union socialiste des forces populaires | 5e   |      | 8,90 %  | 38      | -12                           |
|  | Parti du progrès et du socialisme      | 7e   |      | 5,4 %   | 17      | +6                            |
|  | Total                                  | --   |      | 32,92 % | 107/325 | -2                            |

### Législatives de 2011
Voici le résultat de la Koutla dans le scrutin du 25 novembre 2011 portant sur les 395 sièges au titre des élections législatives de 2011, tels que annoncés par le ministre de l'Intérieur Taib Cherkaoui le soir du 27 novembre 2011 : 
|  | Parti politique                        | Rang | Voix | %       | Sièges  | Évolution (Législatives 2007) |
|  | -------------------------------------- | ---- | ---- | ------- | ------- | ----------------------------- |
|  | Parti de l'Istiqlal                    | 2e   |      | 15,19 % | 60      | +8                            |
|  | Union socialiste des forces populaires | 5e   |      | 9,87 %  | 39      | +1                            |
|  | Parti du progrès et du socialisme      | 8e   |      | 4,55 %  | 18      | +1                            |
|  | Total                                  | --   |      | 29,62 % | 117/395 | +10                           |

À l'issue des élections du 25 novembre 2011, l'USFP doit se contenter, comme en 2007 de la cinquième place avec trente neuf sièges à la Chambre des Représentants. À la suite de quelques jours d'atermoiements et de discussions internes, le parti décide le 4 décembre 2011 de ne pas rejoindre le gouvernement Benkirane, préférant acter de son échec électoral et regagner une crédibilité dans l'opposition. le Parti du progrès et du socialisme annonce quant à lui son ralliement au PJD le 10 décembre 2011, invoquant un « compromis historique » qui justifie le dépassement des divergences idéologiques opposant les deux mouvements. L'Istiqlal -le premier parti à se dire intéressé- officialise sa participation au gouvernement le 11 décembre 2011.
Le 12 mai 2013, le conseil national du parti de l'Istiqlal - sous la houlette d'Abdelhamid Chabat depuis quelques mois - annonce son retrait de la coalition gouvernementale à la suite d'une réunion extraordinaire tenue à Rabat. Le 9 juillet 2013, cinq des six ministres istiqlaliens déposent officiellement leur démission au chef gouvernement. Le ministre de l'Éducation nationale Mohamed Louafa est en effet écarté par les instances de son parti à la suite de son refus de mettre à exécution la décision de retrait du gouvernement. Le 15 juillet 2013, le parti déclare son passage à l'opposition et son rapprochement de l'Union socialiste des forces populaires (USFP).